# Swobodnoje (Kaliningrad, Krasnosnamensk)
Swobodnoje (russisch Свободное, deutsch Jägerswalde) ist ein verlassener Ort im Rajon Krasnosnamensk der russischen Oblast Kaliningrad.
Die Ortsstelle befindet sich etwa viereinhalb Kilometer nordöstlich von Prawdino (Grumbkowkeiten/Grumbkowsfelde). Auf dem ehemaligen Gemeindegebiet von Jägerswalde befindet sich die Quelle der Inster (ru. Instrutsch).

## Geschichte

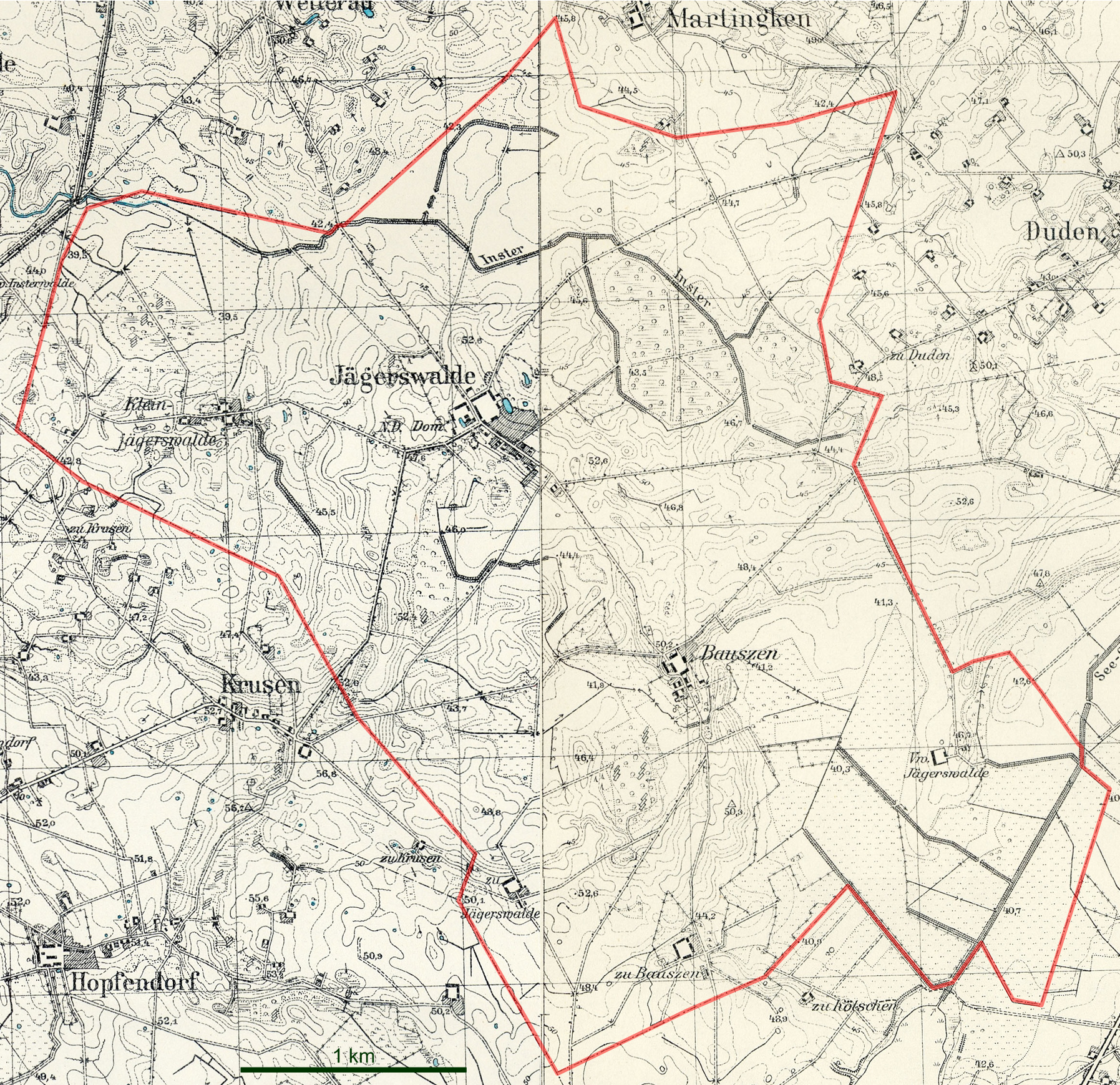
Die Gemeinde Jägerswalde auf zwei Messtischblättern von 1936 und 1938

Jägerswalde war zunächst ein anderer Name für das Schatull-Bauerndorf Skroblienen (seit 1938 Ambruch, ab 1939 Teil von Seehuben, nicht mehr existent). Als dieses Dorf 1723 in ein königliches Bauerndorf umgewandelt wurde, blieb ein Teil des Dorflandes dem Amtsvorwerk Girrehlischken (s. u.) für eine Milchbude übrig, die den Namen Jägerswalde behielt, aber auch Dwarchien genannt wurde. Nachdem spätestens seit um 1820 Girrehlischken zum eigenständigen Gut aufgestiegen war, hatte Jägerswalde den Status eines Vorwerkes.
Im Jahr 1928 wurde Jägerswalde Namensträger der aus dem Gutsbezirk Girrehlischken und den beiden Landgemeinden Bauszen (s. u.) und Laugallen [Ksp Willuhnen] (s. u.) gebildeten neuen Landgemeinde.
1945 kam die Gemeinde Jägerswalde in Folge des Zweiten Weltkrieges mit dem nördlichen Ostpreußen zur Sowjetunion. 1947 erhielt der Ort den russischen Namen Swobodnoje und wurde gleichzeitig dem neu gebildeten Dorfsowjet Prawdinski selski Sowet im Rajon Krasnosnamensk zugeordnet. Swobodnoje wurde vor 1988 aus dem Ortsregister gestrichen.

### Einwohnerentwicklung
| Jahr | Einwohner |
| ---- | --------- |
| 1933 | 271       |
| 1939 | 248       |

### Girrehlischken
Das kölmische und königliche Dorf Gerelischken wurde 1620 erstmals genannt, 1664 hieß es Girrehlischken. Der Ortsname wurde nach litauisch girre = Wald, Heide gebildet. Noch 1719, zehn Jahre nach der großen Pest, war das Dorf nur zur Hälfte bewirtschaftet. Um 1723 wurde der kölmische Teil vom König aufgekauft, das Ganze in ein Vorwerk umgewandelt und dem Amt Grumbkowkaiten zugeordnet. Zum Vorwerk Girrehlischken gehörten noch die Milchbude Jägerswalde (s. o.) und das Diensthaus Rucken (Lage ?). Das Vorwerk wurde 1765 durch die Einbeziehung des Guts Klanupöhnen (Lage ?) vergrößert. Spätestens seit etwa 1820 war Girrehlischken ein eigenständiges Gut. 1874 wurde der Gutsbezirk Girrehlischken Namensträger eines neu gebildeten Amtsbezirks. Neben diesem Girrehlischken gab es im Kreis Pillkallen noch die beiden Landgemeinden Girrehlischken A und Girrehlischken B. Nach der Eingliederung in die Landgemeinde Jägerswalde im Jahr 1928 erhielt das Gut Girrehlischken (1932 ?) ebenfalls den Namen Jägerswalde.

#### Einwohnerentwicklung
| Jahr | Einwohner | Bemerkungen                     |
| ---- | --------- | ------------------------------- |
| 1867 | 227       |                                 |
| 1871 | 223       | Davon im Vorwerk Jägerswalde 27 |
| 1885 | 219       | Davon in Jägerswalde 15         |
| 1905 | 152       | Davon in Jägerswalde 9          |
| 1910 | 163       |                                 |
| 1925 | 169       |                                 |

### Bauszen
Bauszen, auch Pauszen oder Pauschen genannt, war im 18. Jahrhundert ein königliches Bauerndorf. 1874 wurde die Landgemeinde Bauszen dem neu gebildeten Amtsbezirk Grumbkowkeiten im Kreis Pillkallen zugeordnet. 1928 wurde die Landgemeinde Bauszen der neu gebildeten Landgemeinde Jägerswalde angeschlossen. 1938 wurde die Schreibweise des Ortsteils offiziell in Bauschen geändert.
Ob dieser Ortsteil nach 1945 noch wiederbesiedelt wurde, ist unbekannt.

#### Einwohnerentwicklung
| Jahr | Einwohner |
| ---- | --------- |
| 1867 | 82        |
| 1871 | 72        |
| 1885 | 72        |
| 1905 | 106       |
| 1910 | 119       |

### Laugallen (Kleinjägerswalde)
Auch Laugallen war im 18. Jahrhundert ein königliches Bauerndorf. Der Ortsname wurde nach litauisch laukas = Acker, galas = Ende gebildet. 1874 wurde wie Bauszen auch die Landgemeinde Laugallen dem Amtsbezirk Grumbkowkeiten zugeordnet. Zur Unterscheidung zum im Kirchspiel Kussen gelegenen gleichnamigen Laugallen wurde dem Ort der Zusatz Kirchspiel Willuhnen beigegeben. 1928 wurde die Landgemeinde Laugallen der neu gebildeten Landgemeinde Jägerswalde angeschlossen. 1938 wurde der Ortsteil in Kleinjägerswalde umbenannt.
Nach 1945 war das ehemalige Laugallen/Kleinjägerswalde zunächst (weiterhin) ein (offenbar bewohnter) Ortsteil von Swobodnoje.

#### Einwohnerentwicklung
| Jahr | Einwohner |
| ---- | --------- |
| 1867 | 29        |
| 1871 | 29        |
| 1885 | 26        |
| 1905 | 23        |
| 1910 | 22        |

### Amtsbezirk Girrehlischken (Jägerswalde) 1874–1945
Der Amtsbezirk Girrehlischken wurde 1874 im Kreis Pillkallen eingerichtet. Er bestand zunächst aus acht Landgemeinden (LG) und zwei Gutsbezirken (GB).
| Name                           | Änderungsname von 1938 | Russischer Name nach 1945 | Bemerkungen                                  |
| ------------------------------ | ---------------------- | ------------------------- | -------------------------------------------- |
| Duden [Ksp Schillehnen] (LG)   | Dudenfelde             | Nowopawlowka              |                                              |
| Girrehlischken (Domäne) (GB)   | Jägerswalde (1932 ?)   | Swobodnoje                | 1928 zur LG Jägerswalde                      |
| Groß Augstutschen (LG)         | Rehwalde (1930)        | Lossewo                   |                                              |
| Kiauschen (LG)                 | Wetterau               |                           |                                              |
| Kischen [Ksp Schillehnen] (LG) | Senkendorf             |                           |                                              |
| Martingken (LG)                | Martingen              |                           |                                              |
| Radszen [Ksp Willuhnen] (LG)   | Grabenbrück            |                           | 1936 bis 1938: Radschen                      |
| Skroblienen (LG)               | Ambruch                |                           | 1939 zur LG Seehuben im Amtsbezirk Lindicken |
| Szardehlen (GB)                | Scharden               | Scharowo                  | 1928 zur LG Kiauschen                        |
| Warnakallen (LG)               | Krähenberge            |                           |                                              |

1932 wurde der Amtsbezirk in Jägerswalde umbenannt. 1935 wurden die Landgemeinden in Gemeinden umbenannt. Im Oktober 1944 umfasste der Amtsbezirk Jägerswalde noch die acht Gemeinden Dudenfelde, Grabenbrück, Jägerswalde, Krähenberge, Martingen, Rehwalde, Senkendorf und Wetterau.

## Kirche
Jägerswalde und seine Vorläufergemeinden gehörten zum evangelischen Kirchspiel Willuhnen.